# Lijst van watertorens in Zeeland
Deze lijst vormt een overzicht van watertorens in Zeeland.
| Watertoren                  | Plaats            | Provincie | Bouwjaar | Afgebroken    | Hoogte   | Inhoud                                     | Architect      | Foto |
| --------------------------- | ----------------- | --------- | -------- | ------------- | -------- | ------------------------------------------ | -------------- | ---- |
| Anna Jacobapolder           | Anna Jacobapolder | Zeeland   | 1925     | verwoest 1945 | 24,7 m   | 50 m³                                      | H. Sangster    |      |
| Axel                        | Axel              | Zeeland   | 1936     |               | 60,6 m   | 500 m³ + 300 m³ + 300 m³                   | C. van Eck     |      |
| Borssele                    | Borssele          | Zeeland   | 1913     | 1945          | 37,9 m   | 250 m³                                     | C. Francke     |      |
| Domburg                     | Domburg           | Zeeland   | 1933     |               | 28,5 m   | 200 m³                                     | H. Sangster    |      |
| Goes, 's Gravenpolderseweg  | Goes              | Zeeland   | 1912     |               | 63 m     | 1250 m³                                    | Carl Francke   |      |
| Goes, van Hertumweg         | Goes              | Zeeland   | onbekend | 1986          | onbekend | onbekend                                   |                |      |
| Haamstede                   | Haamstede         | Zeeland   | 1946     |               | 12 m     | onbekend                                   |                |      |
| Middelburg                  | Middelburg        | Zeeland   | 1892     | Th. Stang     | 26 m     | 300 m³                                     |                |      |
| Oostburg, oude watertoren   | Oostburg          | Zeeland   | 1942     | 1944          | 60 m     | 600 m³ + 250 m³                            | C. van Eck     |      |
| Oostburg, nieuwe watertoren | Oostburg          | Zeeland   | 1950     |               | 55 m     | 320 m³ + 715 m³ + 425 m³ + 325 m³ + 375 m³ | A.J. van Eck   |      |
| Oost-Souburg                | Oost-Souburg      | Zeeland   | 1939     |               | 35 m     | 450 m³                                     | J.H.J. Kording |      |
| Scherpenisse                | Scherpenisse      | Zeeland   | 1922     |               | 52,4 m   | 350 m³                                     | MABEG          |      |
| Sint Philipsland            | Sint Philipsland  | Zeeland   | 1925     |               | 27,7 m   | 125 m³                                     | H. Sangster    |      |
| Terneuzen                   | Terneuzen         | Zeeland   | 1956     | 2000          | 52,85 m  | 580 m³ + 570 m³ + 570 m³ + 560 m³ + 370 m³ | C. van Eck     |      |
| Vlissingen                  | Vlissingen        | Zeeland   | 1894     |               | 35 m     | 300 m³                                     |                |      |
| Zierikzee                   | Zierikzee         | Zeeland   | 1930     | 1945          | 53 m     | 500 m³                                     | A.J. Ilcken    |      |

Drenthe ·
Flevoland ·
Friesland ·
Gelderland ·
Groningen ·
Limburg ·
Noord-Brabant ·
Noord-Holland ·
Overijssel ·
Utrecht ·
Zeeland ·
Zuid-Holland